# Lăpușata
Lăpușata je rumunská obec v župě Vâlcea. V roce 2011 zde žilo 2 154 obyvatel. Obec se skládá ze sedmi částí. Správa obce sídlí ve vesnici Sărulești.

## Části obce
- Berești – 370 obyvatel
- Broșteni – 317
- Mijați – 147
- Sărulești – 381
- Scorușu – 270
- Șerbănești – 252
- Zărnești – 417